# Delia nudicosta
Delia nudicosta är en tvåvingeart som först beskrevs av Ringdahl 1949.  Delia nudicosta ingår i släktet Delia, och familjen blomsterflugor. Arten är reproducerande i Sverige.